# سياسة نيوزيلندا
تعمل سياسة نيوزيلندا ضمن إطار الديمقراطية التمثيلية البرلمانية الموحدة. تعتبر نيوزيلندا مَلَكيّة دستورية يكون فيها الملك الوراثي -الملكة إليزابيث الثانية منذ 6 فبراير 1952- هو صاحب السيادة ورأس الدولة.
يتمتع البرلمان النيوزيلندي بسلطة تشريعية، ويتألف من الملكة ومجلس النواب. ينوب الحاكم العام لنيوزيلندا عن الملكة عندما تكون غير موجودة في البلد بنفسها. يُنتخب الأعضاء في مجلس النواب عادة كل ثلاث سنوات. العديد من الممارسات التشريعية النيوزيلندية مستمدة من الأعراف السياسية والسوابق غير المكتوبة التي وضعها برلمان وستمنستر بالمملكة المتحدة. تُعد حكومات الأقليات شائعة وتعتمد عادة على اتفاقيات الدعم والتأييد مع الأحزاب الأخرى. يتّبع البلد نظامًا متعدد الأحزاب، ومع ذلك، فإن الأحزاب السياسية المهيمنة تاريخيًا في نيوزيلندا هي حزب العمال والحزب الوطني النيوزيلندي (أو أسلافه).
تستند السلطة التنفيذية في نيوزيلندا إلى مبدأ «الملكة تسود، لكن الحكومة تحكم». على الرغم من كونها جزءًا لا يتجزأ من عملية الحكم، فإن الملكة وحاكمها العام محايدان سياسيًا ولا يشاركان في الجوانب اليومية للحكم. يُنتقى الوزراء من بين الأعضاء المُنتخَبين ديمقراطيًا في مجلس النواب. معظم الوزراء هم أعضاء في مجلس الوزراء، وهو الهيئة الرئيسية لعملية صناعة القرار في حكومة نيوزيلندا. رئيس الوزراء هو الوزير الأقدم، ورئيس مجلس الوزراء، وبالتالي رئيس الحكومة. يتم تعيين الوزراء الآخرين من قبل الحاكم العام بناءً على توصية رئيس الوزراء، وجميعهم مسؤولون أمام البرلمان.
صنفت وحدة الاستخبارات الاقتصادية نيوزيلندا على أنها «ديمقراطية كاملة» في عام 2016. تحتل البلاد مرتبة عالية بما يتعلق بالشفافية الحكومية، ولديها المستوى الأدنى من الفساد في العالم.

## الإطار القانوني
تُعتبر نيوزيلندا دولة ديمقراطية برلمانية موحدة في ظلّ نظام المَلَكية الدستورية. ولا تمتلك دستورًا رسميًا مُدونًا؛ يتكون الإطار الدستوري من مزيج مختلف من الوثائق (التي تتضمن بعض قوانين المملكة المتحدة والبرلمانات النيوزيلندية)، ومعاهدة وايتانغي، والأعراف الدستورية. أنشأ القانون الدستوري في عام 1852 نظامَ الحكم، ودُمجت معه تلك الوثائق لاحقًا في عام 1986. الحقوق الدستورية محمية بموجب القانون العام وتتعزّز بموجب قانون شرعة الحقوق لعام 1990 وقانون حقوق الإنسان لعام 1993، على الرغم من أن هذه الحقوق غير محصّنة ويمكن إبطالها بواسطة البرلمان بأغلبية بسيطة. يصف القانون الدستوري لعام 1986 الفروع الثلاثة للحكومة في نيوزيلندا: السلطة التنفيذية (المجلس السيادي والمجلس التنفيذي)، والسلطة التشريعية (البرلمان) والسلطة القضائية (المحاكم).

## السلطة التشريعية

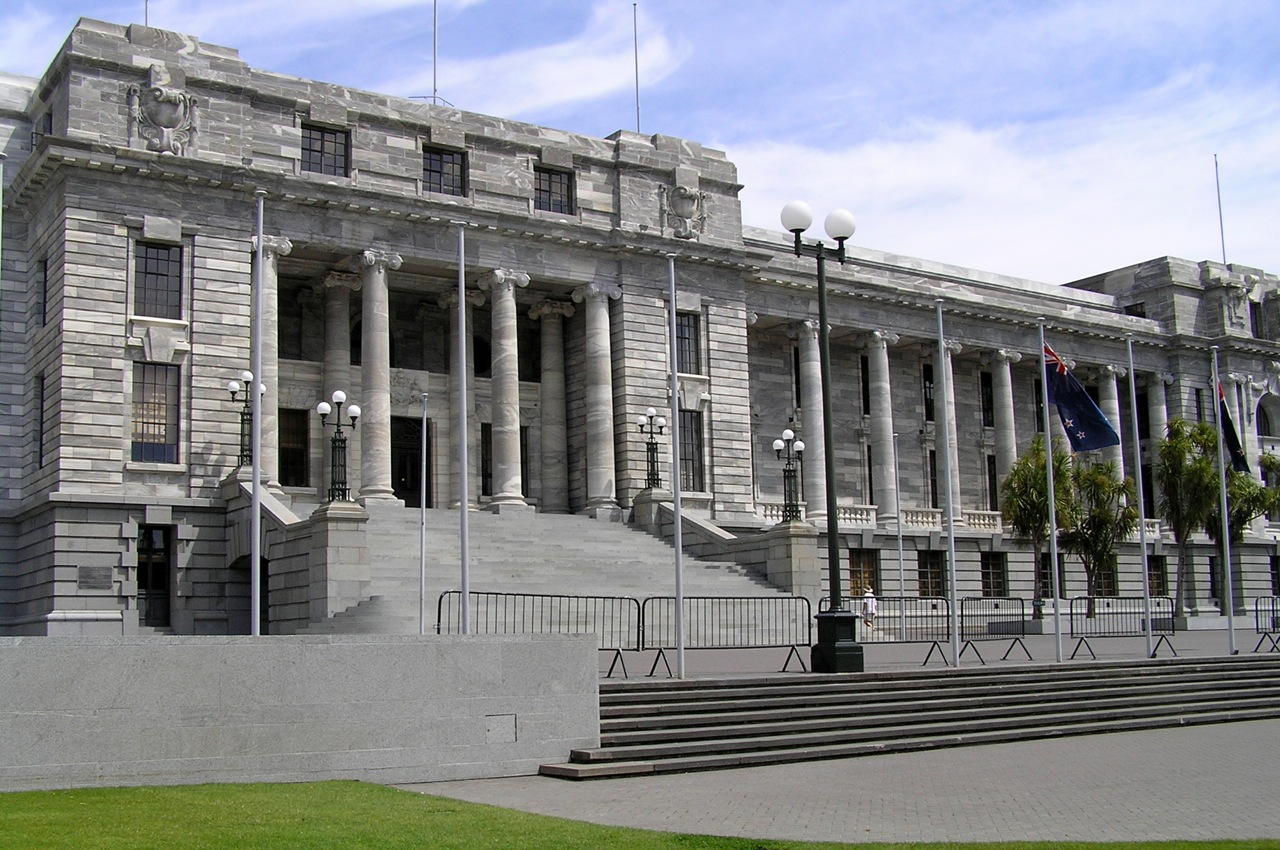
مجلس النواب النيوزيلندي

يعتبر البرلمان مسؤولًا عن سنّ القوانين، ووضع ميزانيات الدولة، وممارسة السلطة على الحكومة التنفيذية. حاليًا، البرلمان بغرفة واحدة (ذو مجلس واحد) يُمثَّل بمجلس النواب. قبل حلول عام 1951، كان هناك مجلس ثانٍ؛ المجلس التشريعي. يجتمع مجلس النواب في مبنى البرلمان في ويلينغتون.
تُقترح القوانين أولًا على مجلس النواب بشكل مشاريع قوانين. وعليها المرور عبر عملية موافقة مجلس النواب والحاكم العام قبل أن تصبح قوانين برلمانية (أي قوانين تشريعية).
يُعرَف المشرّعون باسم أعضاء البرلمان أو النواب. يُنتخب البرلمان لمدة أقصاها ثلاث سنوات، مع إمكانية إجراء انتخابات مبكرة ضمن ظروف استثنائية. الاقتراع شبه عام للمقيمين الدائمين بعمر ثمانية عشر عامًا فما فوق، إذ حصلت النساء على حق التصويت في عام 1893. كما هو الحال في العديد من أنظمة الحكم البرلمانية الأخرى، فإن السلطة التنفيذية «الحكومة» مستمدة من البرلمان وتكون مسؤولة أمامها، فعلى سبيل المثال، إن نجاح الاقتراح بحجب الثقة سيجبر الحكومة إما على الاستقالة أو السعي إلى حل برلماني وانتخابات عامة مبكرة.
أُجريت جميع الانتخابات البرلمانية تقريبًا بين عامي 1853 و1996 في ظل النظام الانتخابي «الفوز للأكثر أصواتًا». بموجب نظام «الفوز للأكثر أصواتًا»، يُنتخب المرشح في دائرة (مقاطعة) انتخابية معينة والحاصل على أكبر عدد من الأصوات إلى البرلمان. حدث الانحراف الوحيد عن نظام «الفوز للأكثر أصواتًا» خلال ذلك الوقت في انتخابات عام 1908 عندما حاولوا تجربة نظام اقتراع ثانٍ. بموجب هذا النظام، هيمن حزبان سياسيان، هما الحزب الوطني وحزب العمال، على الانتخابات منذ عام 1935.
بدأت الانتقادات لنظام «الفوز للأكثر أصواتًا» في الخمسينيات، واشتدت بعد أن خسر حزب العمال الانتخابات في عامي 1978 و1981 على الرغم من حصوله على أصوات أكثر من الحزب الوطني. أُجري استفتاء إرشادي (غير ملزم) لتغيير نظام التصويت في عام 1992، ما أدى بالنتيجة إلى استفتاء ملزم خلال انتخابات عام 1993. كانت نتيجته أن اتبعت نيوزيلندا نظام «التمثيل النسبي المختلط» منذ عام 1996. بموجب نظام «التمثيل النسبي المختلط»، يُنتخب كل عضو من أعضاء البرلمان إما بشكل مباشر من قبل الناخبين ضمن دائرة ذات عضو واحد عن طريق نظام «التمثيل النسبي المختلط »، أو يُعيّنون من ضمن قائمة حزبهم الخاص. يشتمل البرلمان حاليًا على 120 مقعد، ومع ذلك، فإن بعض الانتخابات السابقة قد أدت إلى عبء في المقاعد الانتخابية. عبر الحصول على الأغلبية المطلقة لطرف واحد في حالات نادرة، يضمن نظام «التمثيل النسبي المختلط » حاجة الأحزاب إلى التوصل إلى اتفاقية مع الأحزاب الأخرى لتمرير القوانين.
تُخصّص سبع دوائر انتخابية للنواب المنتخبين في قائمة منفصلة للماوري. مع ذلك، يحقّ للماوري التصويت والترشح للدوائر الانتخابية غير المخصصة وللقائمة الحزبية (منذ عام 1996)، ونتيجة لذلك دخل كثيرون الآن في البرلمان خارج المقاعد المخصصة.

### الانتخابات والسياسة الحزبية

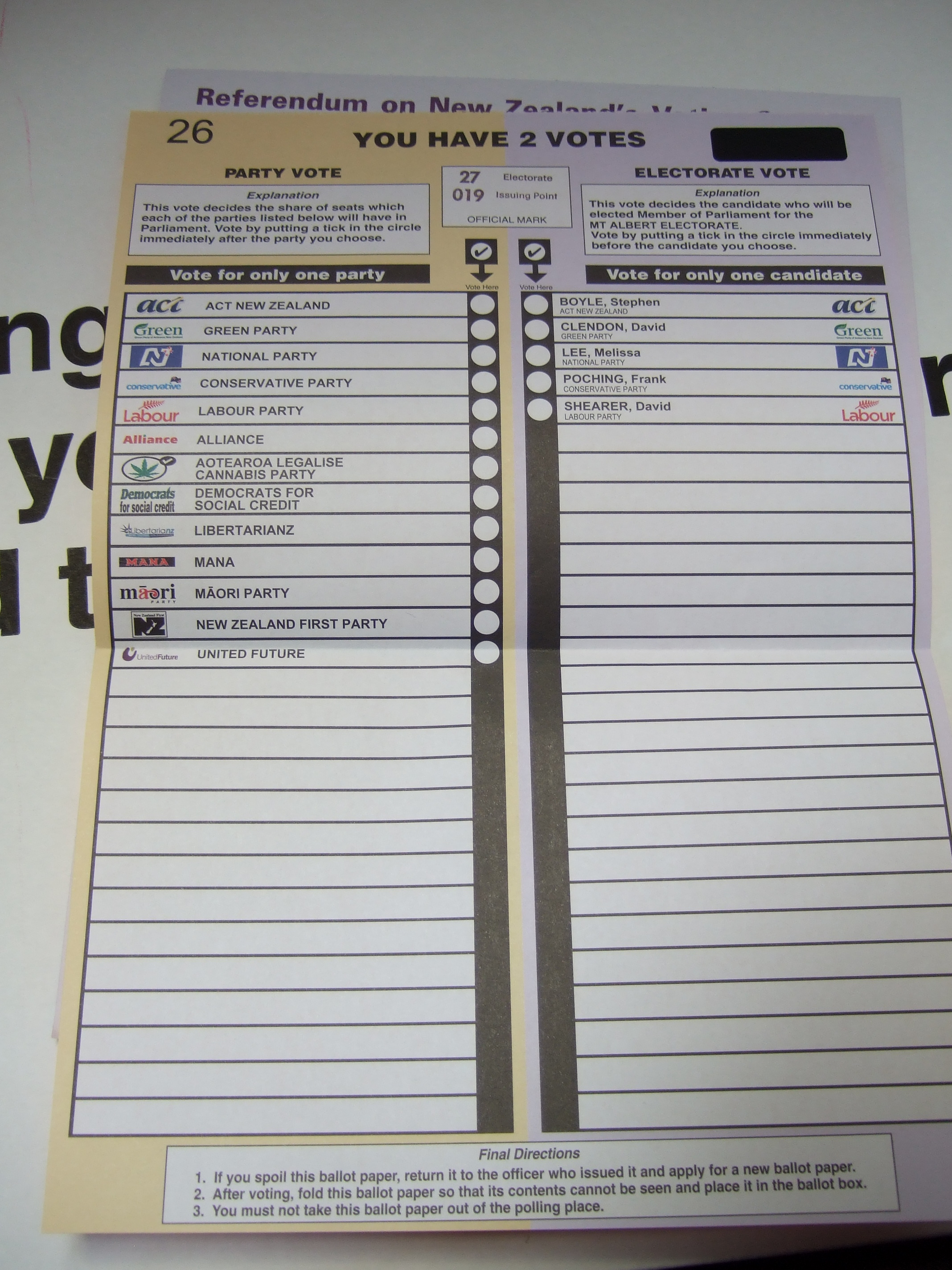
ورقة اقتراع في انتخابات 2011

تأسس أول حزب سياسي في نيوزيلندا عام 1891، وتأسس منافسه الرئيسي في عام 1909 – اتبعت نيوزيلندا بحكم الأمر الواقع نظامًا قائمًا على حزبين من تلك النقطة حتى اعتماد نظام «التمثيل النسبي المختلط» في عام 1996. ومنذ ذلك الحين، عملت نيوزيلندا بنظام متعدد الأحزاب، مع ما لا يقل عن خمسة أحزاب منتخبة في كل انتخابات. لم يتمكن أي حزب من الوصول للحكم دون تلقي الدعم من مجموعات أخرى منذ عام 1996، ما صنع أساسًا لحكومة ائتلافية.
تاريخيًا، أكبر حزبين وأقدمهما هما حزب العمال (وسط اليسار، الذي تأسس عام 1916) والحزب الوطني (وسط اليمين، الذي تأسس عام 1936). ضمّت الأحزاب الأخرى الممثلة في البرلمان اعتبارًا من عام 2017 حزب «إيه سي تي» (الجناح اليميني، السوق الحرة)، وحزب «الخضر» (اليساريون، المدافعون عن البيئة) وحزب «نيوزيلندا أولًا» (الشعبوية). يجب على الأحزاب التسجيل لدى اللجنة الانتخابية من أجل خوض الحزب في الانتخابات.

## الحكومة والإدارة المحلية
تعد نيوزيلندا دولة مركزية (وحدوية) أكثر من كونها دولة اتحادية، إذ تُنشأ المناطق بواسطة سلطة الحكومة المركزية، بدلًا من أن تُنشأ الحكومة المركزية بواسطة سلطة المناطق. لا تتمتع الحكومة المحلية في نيوزيلندا إلا بالصلاحيات المخولة لها من قبل البرلمان. كانت هذه السلطات تقليديًا أقل بشكل واضح مما هي عليه في بعض الدول الأخرى؛ على سبيل المثال، تُدار الشرطة المركزية والتعليم من قبل الحكومة المحلية. أُسست الحكومة المحلية بموجب الدستور، إذ أصدر المجلس التشريعي أول قانون للشركات البلدية في عام 1842. يُعرَّف الحكم المحلي حاليًا بموجب قانون الحكومة المحلية لعام 2002.
تُجرى الانتخابات المحلية كل ثلاث سنوات لانتخاب رؤساء البلديات، ومجالس المدن والمقاطعات، وأعضاء مجالس المجتمع، وأعضاء مجلس صحة المقاطعة.

## العلاقات الخارجية
تحتفظ نيوزيلندا بشبكة تضم 29 سفارة و99 قنصلية في الخارج، وتحتفظ بعلاقات مع نحو 150 بلدًا. تشارك نيوزيلندا في منتدى جزر المحيط الهادئ، ومجتمع المحيط الهادئ، ومنتدى التعاون الاقتصادي لدول آسيا والمحيط الهادئ، وقمة شرق آسيا، ومنتدى آسيان الإقليمي. وهي عضو في دول الكومنولث، ومنظمة التعاون الاقتصادي والتنمية، وكانت عضوًا مؤسسًا للأمم المتحدة. تمثل نيوزيلندا طرفًا في عدد من اتفاقيات التجارة الحرة، مثل توثيق العلاقات الاقتصادية مع أستراليا.
تاريخيًا، انضمت نيوزيلندا بقوة إلى المملكة المتحدة وكان لديها القليل من العلاقات الثنائية مع البلدان الأخرى. في أواخر القرن العشرين، أصبحت العلاقات في منطقة آسيا والمحيط الهادئ أكثر أهمية. عملت نيوزيلندا أيضًا تقليديًا بشكل وثيق مع أستراليا، التي اتبعت سياستها الخارجية توجهًا تاريخيًا مشابهًا. وبالمقابل، تطلع العديد من جزر المحيط الهادئ (مثل ساموا) إلى قيادة نيوزيلندا. تذهب نسبة كبيرة من المساعدات الخارجية لنيوزيلندا إلى هذه البلدان، ويهاجر الكثير من سكان المحيط الهادئ إلى نيوزيلندا للعمل. على الرغم من التمزق عام 1986 ضمن تحالف أنزوس العسكري الذي يربط أستراليا ونيوزيلندا (نتيجة لسياسة نيوزيلندا الخالية من الأسلحة النووية)، حافظت نيوزيلندا على علاقات عمل جيدة مع الولايات المتحدة وأستراليا بشأن مجموعة واسعة من القضايا الدولية.